# Cassandra Clare
Cassandra Clare, właśc. Judith A. Rumelt (ur. 27 lipca 1973 w Teheranie) – amerykańska pisarka tworząca w gatunku young adult, autorka powieści Miasto kości.

## Życiorys
Urodziła się w amerykańskiej rodzinie zamieszkałej wówczas w Teheranie i spędziła większość swojego dzieciństwa podróżując po świecie wraz z rodziną. Do 10 roku życia mieszkała też we Francji, Wielkiej Brytanii i Szwajcarii, odbyła też jako dziecko wędrówkę przez Himalaje.
Spędziła swoje licealne lata w Los Angeles, gdzie napisała m.in. opowieść Piękna Cassandra (ang. The Beautiful Cassandra), opartą na opowiadaniu Jane Austen.
Po ukończeniu college’u mieszkała w Los Angeles i Nowym Jorku, gdzie pracowała w różnych czasopismach rozrywkowych i tabloidach. Równolegle zaczęła pracę nad swoją powieścią Miasto Kości (ang. City of Bones), inspirowaną miejskim krajobrazem Manhattanu.
Mieszkając w Los Angeles, tworzyła też popularną fikcję fanowską używając pseudonimu Cassandra Clare. Trylogia Draco (Draco Trilogy), oparta była na Harrym Potterze, a The Very Secret Diaries inspirowały się Władcą Pierścieni. Jednakże autorka usunęła swoje fanfiki z Internetu na krótko przed opublikowaniem pierwszej powieści, Miasto Kości.
Obecnie mieszka wraz z mężem w Amherst w stanie Massachusetts.

## Twórczość

### Kroniki Nocnych Łowców

#### SeriaDary anioła
- Miasto kości (ang. City of Bones, 1 kwietnia 2007; pol. 17 czerwca 2009) – ekranizacja (film): 21 sierpnia 2013, ekranizacja (serial): 2016–2019
- Miasto popiołów (ang. City of Ashes, 1 stycznia 2008; pol. 21 października 2009)
- Miasto szkła (ang. City of Glass, 1 stycznia 2009; pol. 24 marca 2010)
- Miasto upadłych aniołów (ang. City of Fallen Angels, 5 kwietnia 2011; pol. 18 maja 2011), ISBN 978-83-7480-390-8
- Miasto zagubionych dusz (ang. City of Lost Souls, 8 maja 2012; pol. 28 listopada 2012)
- Miasto niebiańskiego ognia (ang. City of Heavenly Fire, 27 maja 2014; pol. 24 października 2014), ISBN 978-83-748-0444-8

#### TrylogiaDiabelskie Maszyny(The Infernal Devices)
- Mechaniczny Anioł (ang. The Clockwork Angel, 31 sierpnia 2010; pol. 10 października 2010), ISBN 978-83-667-1241-6
- Mechaniczny Książę (ang. The Clockwork Prince, 6 grudnia 2011; pol. 9 maja 2012), ISBN 978-83-667-1242-3
- Mechaniczna Księżniczka (ang. The Clockwork Princess, 19 marca 2013; pol. 20 listopada 2013), ISBN 978-83-66712-43-0

#### TrylogiaMroczne Intrygi(The Dark Artifices)
- Pani Noc (ang. Lady Midnight, 8 marca 2016; pol. 30 marca 2016), ISBN 978-83-673-5300-7
- Władca Cieni (ang. Lord of Shadows, 23 maja 2017; pol. 27 września 2017), ISBN 978-83-673-5301-4
- Królowa Mroku i Powietrza (ang. Queen of Air and Darkness, 4 grudnia 2018; pol. 3 lipca 2019), ISBN 978-83-673-5302-1

#### TrylogiaOstatnie Godziny(The Last Hours)
- Łańcuch ze złota (ang. Chain of Gold, 3 marca 2020; pol. 15 września 2021), ISBN 978-83-67023-11-5
- Łańcuch z żelaza (ang. Chain of Iron, 2 marca 2021, pol. 23 lutego 2022), ISBN 978-83-67023-21-4
- Łańcuch z cierni (ang. Chain of Thorns (31 stycznia 2023, pol. 26 kwietnia 2023), ISBN 978-83-673-5344-1

#### TrylogiaNajstarsze Klątwy(The Eldest Curses)
- Czerwone Zwoje Magii (ang. The Red Scrolls of Magic, 9 kwietnia 2019; pol. 15 kwietnia 2020), ISBN 978-83-66517-90-5
- Zaginiona Księga Bieli (ang. The Lost Book of the White, 1 września 2020; pol. 28 października 2020), ISBN 978-83-66553-06-4
- The Black Volume of the Dead

#### The Secret Treasons
Planowana powieść graficzna, opowiadająca historię pokolenia Nocnych Łowców Valentine’a  Morgensterna i Jocelyn Fairchild w pierwszych dniach powstawania Kręgu.

#### TrylogiaThe Wicked Powers
- The Last King of Faerie (2026)[4]
- The Last Prince of Hell
- The Last Shadowhunter

Ostatnia planowana trylogia, mająca głównie skupić się wokół Dru Blackthorn, Kita Herondale’a oraz Ty'a Blackthorna. Akcja tej trylogii rozpoczyna się około 3 lata po wydarzeniach z Królowej Mroku i Powietrza, w 2015 roku. Data wydania nie jest jeszcze znana.

#### Dodatki do serii
Kroniki Bane'a (ang. The Bane Chronicles, 11 listopada 2014; pol. 14 stycznia 2015):
- Co naprawdę wydarzyło się w Peru (What Really Happened in Peru)
- Uciekająca Królowa (The Runaway Queen)
- Wampiry, ciasteczka i Edmund Herondale (Vampires, Scones and Edmund Herondale)
- Mroczne dziedzictwo (The Midnight Heir)
- Wzlot Hotelu Dumort (The Rise of the Hotel Dumort)
- Ocalić Raphaela Santiago (Saving Raphael Santiago)
- Upadek Hotelu Dumort (The Fall of the Hotel Dumort)
- Co kupić Nocnemu Łowcy, który ma wszystko (i z którym oficjalnie się nie spotykasz) (What to Buy the Shadowhunter Who Has Everything (And Who You' re Not Officially Dating Anyway)
- Ostatnia walka Instytutu Nowojorskiego (The Last Stand of the New York Institute)
- Kurs prawdziwej miłości (i pierwszych randek) (The Course of True Love (And First Dates) )
- Poczta głosowa Magnusa Bane'a (The Voicemail of Magnus Bane)

Powstanie Hotelu Dumort i Upadek Hotelu Dumort były początkowo zebrane w jedną opowieść: Powstanie i Upadek Hotelu Dumort.
Opowieści z Akademii Nocnych Łowców (ang. Tales from the Shadowhunter Academy, 1 stycznia 2017; pol. 1 marca 2017):
- Witamy w Akademii Nocnych Łowców (Welcome to Shadowhunter Academy)
- Zaginiony Herondale (The Lost Herondale)
- Demon w Whitechapel (The Whitechapel Fiend)
- Nic prócz cieni (Nothing but Shadows)
- Zło, które kochamy (The Evil We Love)
- Książęta i rycerze bladzi (Pale Kings and Princes)
- Gorycz w ustach (Bitter of Tongue)
- Próba ognia (The Fiery Trial)
- Dla nocy i ciemności (Born to Endless Night)
- Aniołowie po dwakroć zstępujący (Angels Twice Descending)

Główna historia rozpoczyna się 4-6 miesięcy po wydarzeniach z Miasta niebiańskiego ognia. Całość zamyka się w latach 2008–2010.
Cienie Nocnego Targu (ang. Ghosts of the Shadow Market, 4 czerwca 2019; pol. 2 października 2019):
- Syn świtu (Son of the Dawn)
- Długie cienie (Cast Long Shadows)
- Wszystko co nadzwyczajne (Every Exquisite Thing)
- Smak straty (Learn about Loss)
- Głębsza miłość (A Deeper Love)
- Nikczemni (The Wicked Ones)
- Utracona kraina (The Land I Lost)
- Przez krew i ogień (Through Blood, Through Fire)
- Utracony świat (The Lost World)
- Upadły na wieki (Forever Fallen)

Zbiór przypomina w formie Opowieści z Akademii Nocnych Łowców. Głównym bohaterem jest Jem Carstairs, ale każde z opowiadań stanowi inną historię. Cassandra Clare założyła wydawnictwo Shadow Market Enterprise, Inc., aby na własną rękę wydać serię e-booków.
Pierwsze osiem opowiadań pojawiło się w USA przed premierą Królowej Mroku i Powietrza, aby czytelnicy uniknęli spoilerów.
The Shadowhunter's Codex (nie wydany oficjalnie w Polsce przez żadne wydawnictwo).

### Seria Magisterium (zHolly Black)
- Magisterium Tom 1: Próba żelaza – (ang. The Iron Trial, 2 października 2014; pol. 6 maja 2015), ISBN 978-83-813-5204-8
- Magisterium Tom 2: Miedziana rękawica (ang. The Copper Gauntlet, 1 września 2015; pol. 6 lipca 2016), ISBN 978-83-788-5461-6
- Magisterium Tom 3: Brązowy klucz (ang. The Bronze Key, 30 sierpnia 2016; pol. 22 lutego 2023), ISBN 978-83-813-5257-4
- Magisterium Tom 4: Srebrna maska (ang. The Silver Mask, 10 października 2017; pol. 22 marca 2023), ISBN 978-83-813-5273-4
- Magisterium Tom 5: Złota wieża (ang. The Golden Tower, 11 września 2018; pol. 31 maja 2023), ISBN 978-83-813-5274-1

### Seria The Sword Catcher
- Strażnik Miecza. Sword Catcher. Tom 1 (ang. Sword Catcher, 10 października 2023; pol. 30 listopada 2023), ISBN 978-83-8335-079-0
- The Ragpicker King (2025)

### Inne utwory
- Wakacje z piekła – 1 czerwca 2010, ISBN 978-83-241-3682-7
- The Draco Trilogy: Draco Dormiens, Draco Sinister, Draco Veritas
- The Very Secret Diaries (The Lord of the Rings)